# Керчевка
Керчевка (Пестерюха) — река в России, протекает в Чердынском районе Пермского края. Устье реки находится в 965 км по правому берегу Кама. Длина реки составляет 11 км. В верховьях также называется Пестерюха.
Исток реки в лесах в 5 км к северо-западу от посёлка Керчевский. Река течёт на юго-восток и восток, протекает деревни Могильниково и Исаково, прилегающие к посёлку Керчевский. Приток — Ламбиш (правый). Впадает в боковой затон Камы чуть ниже посёлка.

## Данные водного реестра
По данным государственного водного реестра России относится к Камскому бассейновому округу, водохозяйственный участок реки — Кама от водомерного поста у села Бондюг до города Березники, речной подбассейн реки — бассейны притоков Камы до впадения Белой. Речной бассейн реки — Кама.
По данным геоинформационной системы водохозяйственного районирования территории РФ, подготовленной Федеральным агентством водных ресурсов:
- Код водного объекта в государственном водном реестре — 10010100212111100004068
- Код по гидрологической изученности (ГИ) — 111100406
- Код бассейна — 10.01.01.002
- Номер тома по ГИ — 11
- Выпуск по ГИ — 1